# Joël Pommerat
Joël Pommerat (Roanne, 28 febbraio 1963) è un commediografo e regista teatrale francese.
Ha scoperto la sua passione per il teatro al liceo con la sua insegnante di francese, e poi, dopo aver lasciato la scuola, partecipa per la prima volta al Festival d'Avignone. Rinunciando a diventare un insegnante come suo padre desiderava, si trasferisce a Parigi per diventare un attore. A 19 anni, è stato assunto dalla Compagnia Teatro di Mascara in Aisne. Passa poi dal ruolo di attore a quello di commediografo.

## Premio Europa per il Teatro
Nel 2016 riceve il Premio Europa Realtà Teatrali, a Craiova, con la seguente motivazione:
Drammaturgo e regista. Attore dall’età di 19 anni, a 23 decide di dedicarsi alla scrittura. Nel 1990 fonda la compagnia Louis -Brouillard e mette in scena i suoi primi lavori a Parigi. Dopo alcune incursioni nel cinema, torna al teatro e alla sua compagnia divenendo in breve la figura di maggiore spicco del teatro contemporaneo francese. Per Pommerat ed i suoi collaboratori l’arte teatrale è essenzialmente un lavoro di gruppo e la scena “un luogo possibile di domande e di esperienze dell’umano” che non trascura di rivolgersi anche ai bambini. Gli elementi sensoriali e visivi delle sue produzioni non sono un’aggiunta alla scrittura ma ne sono piuttosto il suo elemento costitutivo fin dall’inizio. Rumori e musica, corpi e movimenti, così come mere coincidenze, tutto contribuisce al processo creativo in misura parallela alla scrittura.

## Spettacoli teatrali
- 1990  : La strada di Dakar, monologo, Clavel Theatre
- 1991  : Il Teatro, Teatro del Golden Touch
- 1993  : I sudori, Golden Touch Teatro
- 1993  : Venticinque anni della letteratura di Leo Talkoi, Théâtre de la main d'Or
- 1994  : Gli eventi, Teatro del Golden Touch
- 1995  : I polacchi, Federated Theatre Montluçon
- 1997  : Tredici teste strette, Federated Theatre Montluçon
- 2000  : Il mio ragazzo, Paris-Villette Theatre
- 2002  : Attraverso i miei occhi, Paris-Villette Theatre
- 2003  : Che cosa abbiamo fatto,  Centre National de Caen
- 2004  : Nel mondo, Teatro Nazionale di Strasburgo
- 2004  : Cappuccetto rosso, Espace Jules Verne Teatro Brétigny, teatro sovvenzionato in Val d'Orge
- 2005  : Da un lato, Centro Drammatico Nazionale Thionville
- 2006  : Questo bambino, Paris-Villette Theatre
- 2006  : I mercanti, Teatro Nazionale di Strasburgo
- 2007  : Tremo (1), Teatro Charles Dullin Chambery
- 2008  : Pinocchio da Carlo Collodi, Teatro dell'Odéon Ateliers Berthier
- 2008  : Tremo (1 e 2), il Festival di Avignone
- 2010  : Circles / Fictions, Théâtre des Bouffes du Nord
- 2011  : La mia stanza fredda, Teatro dell'Odéon Ateliers Berthier
- 2011  : Grazie ai miei occhi, opera di Oscar Bianchi, libretto e messa in scena di Joel Pommerat Festival d'Aix-en-Provence
- 2011  : Cenerentola ,[3] Teatro Nazionale della Comunità francese del Belgio a Bruxelles
- 2011  : La storia grande e favoloso del commercio, Bethune Commedia
- 2013  : La riunificazione delle due Coree, Teatro dell'Odéon Ateliers Berthier
- 2013  : Un anno senza estate, testo Catherine Anne, per la regia di Joel Pommerat, Ippodromo, teatro nazionale

Nel 2015 è scelto tra gli artisti internazionali di teatro per le manifestazioni di Mons capitale europea della cultura, insieme a Wim Vandekeibus, Denis Marleau, Marco Martinelli, Wajdi Mouawad.